# ES Ouakam
El ES Ouakam es un equipo de fútbol de Senegal que juega en la Tercera División de Senegal, la tercera liga de fútbol en importancia en el país.

## Historia
Fue fundado en la capital Dakar y estuvo en la Liga senegalesa de fútbol en la década de los años 1990s y en el año 1994 se fusionaron con el US Ouakam para crear a un solo equipo que representara a la ciudad en la máxima categoría con el nombre Entente Sotrac Ouakam.
La fusión duró 8 años, ya que debido a los malos resultados, el club se separó en los dos clubes originales.
A nivel internacional han participado en un torneo continental, en la Copa CAF 1996, donde fueron eliminados en la primera ronda por el ES Sahel de Túnez.

## Palmarés
- Liga senegalesa de fútbol: 0

- Finalista: 1

1995

## Participación en competiciones de la CAF
| Temporada | Torneo   | Ronda | Club     | Casa | Visita | Global |
| --------- | -------- | ----- | -------- | ---- | ------ | ------ |
| 1996      | Copa CAF | 1     | ES Sahel | 1-4  | 1-2    | 2-6    |